# Main Street (Slagharen)
De Main Street is een themagebied dat midden in Attractiepark Slagharen loopt. De straat verbindt het zuidelijke met het noordelijke deel van het attractiepark.
In de loop der jaren werden winkeltjes gebouwd op die plaats in het park, langs het traject van de Kabelbaan en de Monorail. In 2002 werden deze gerenoveerd in een Wilde Westen-thema en werd de straat omgedoopt tot Main Street.
In Main Street zijn verschillende eet- en drankgelegenheden, winkels en lunaparken gelegen.

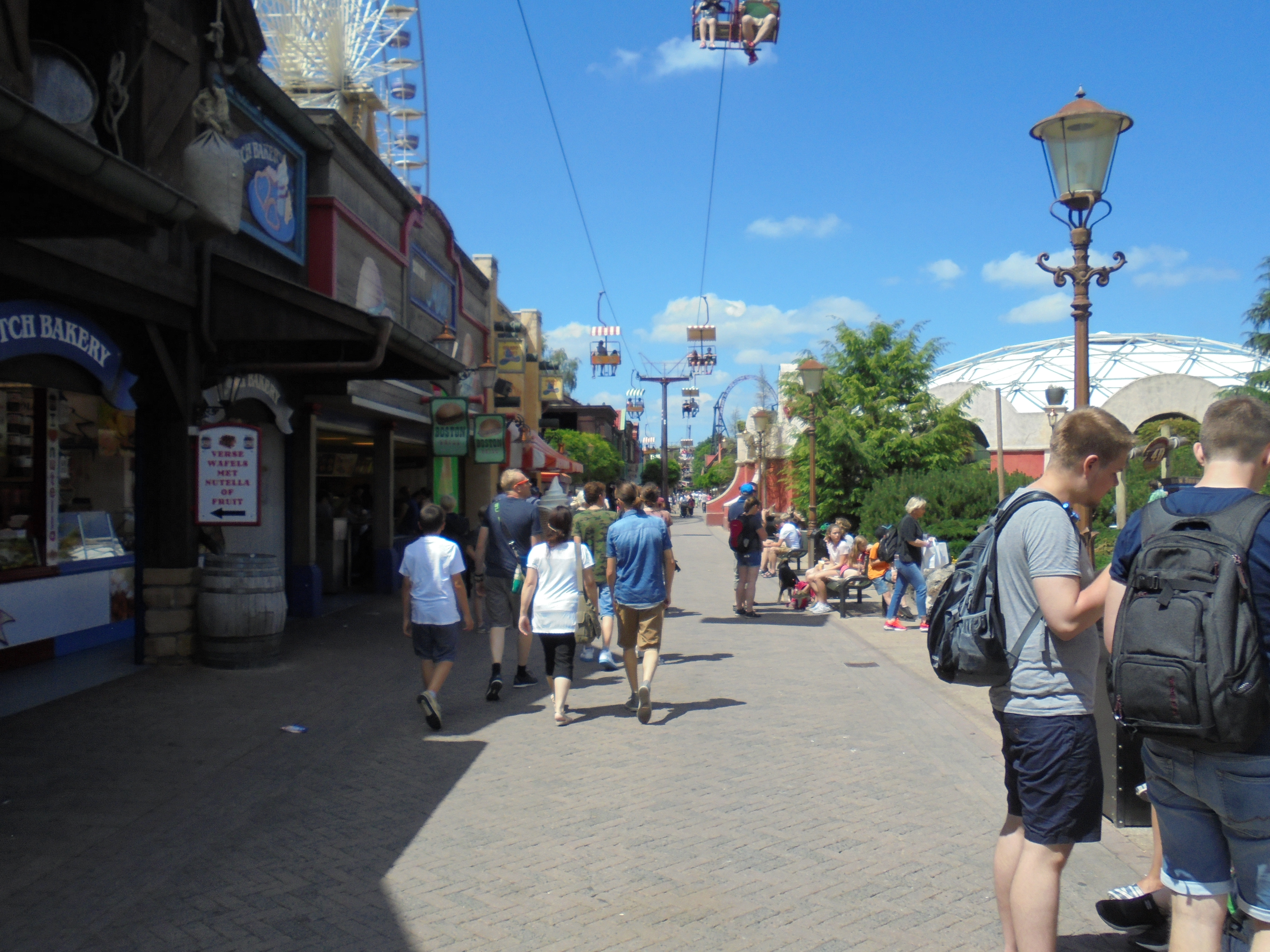
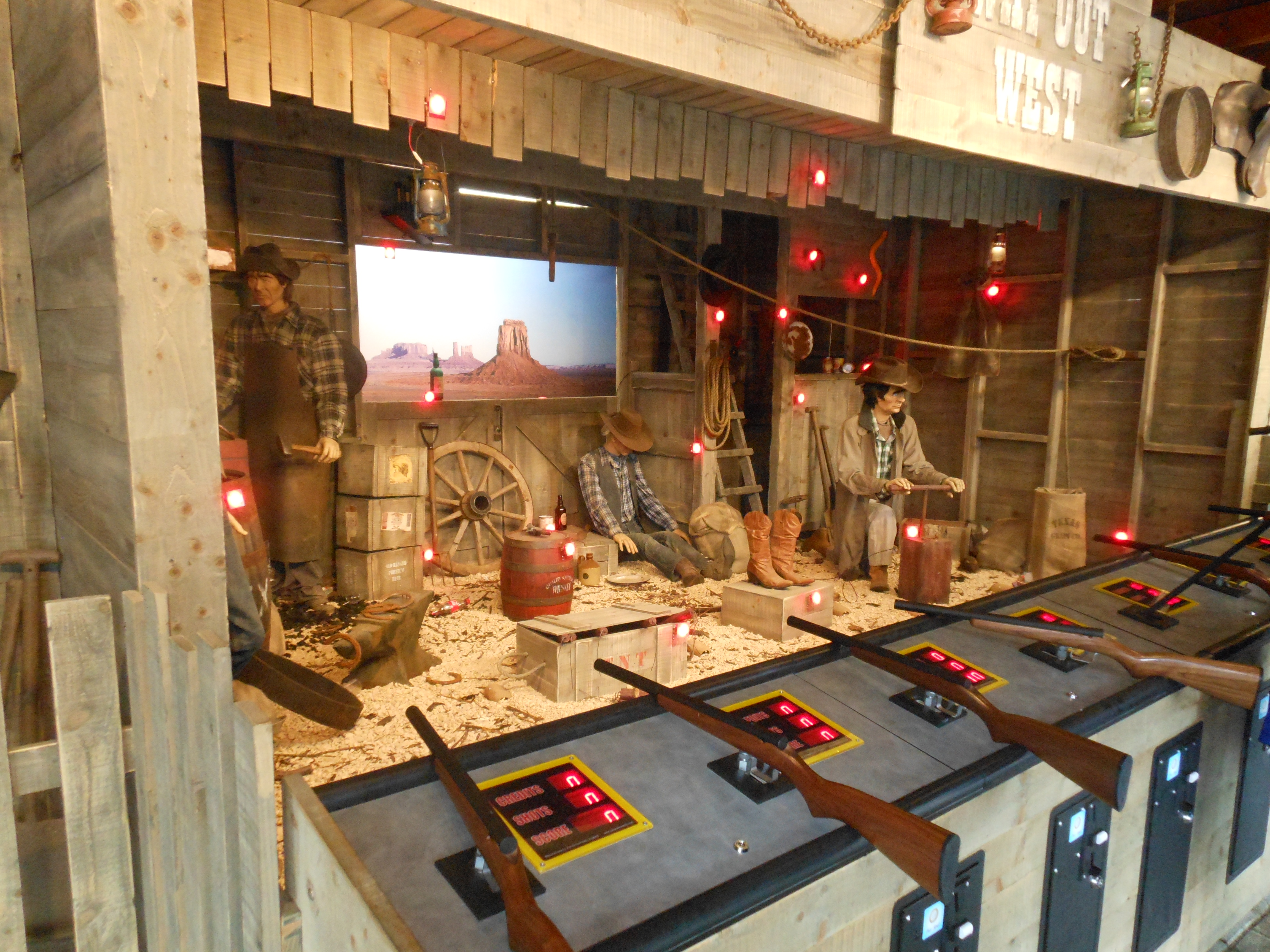
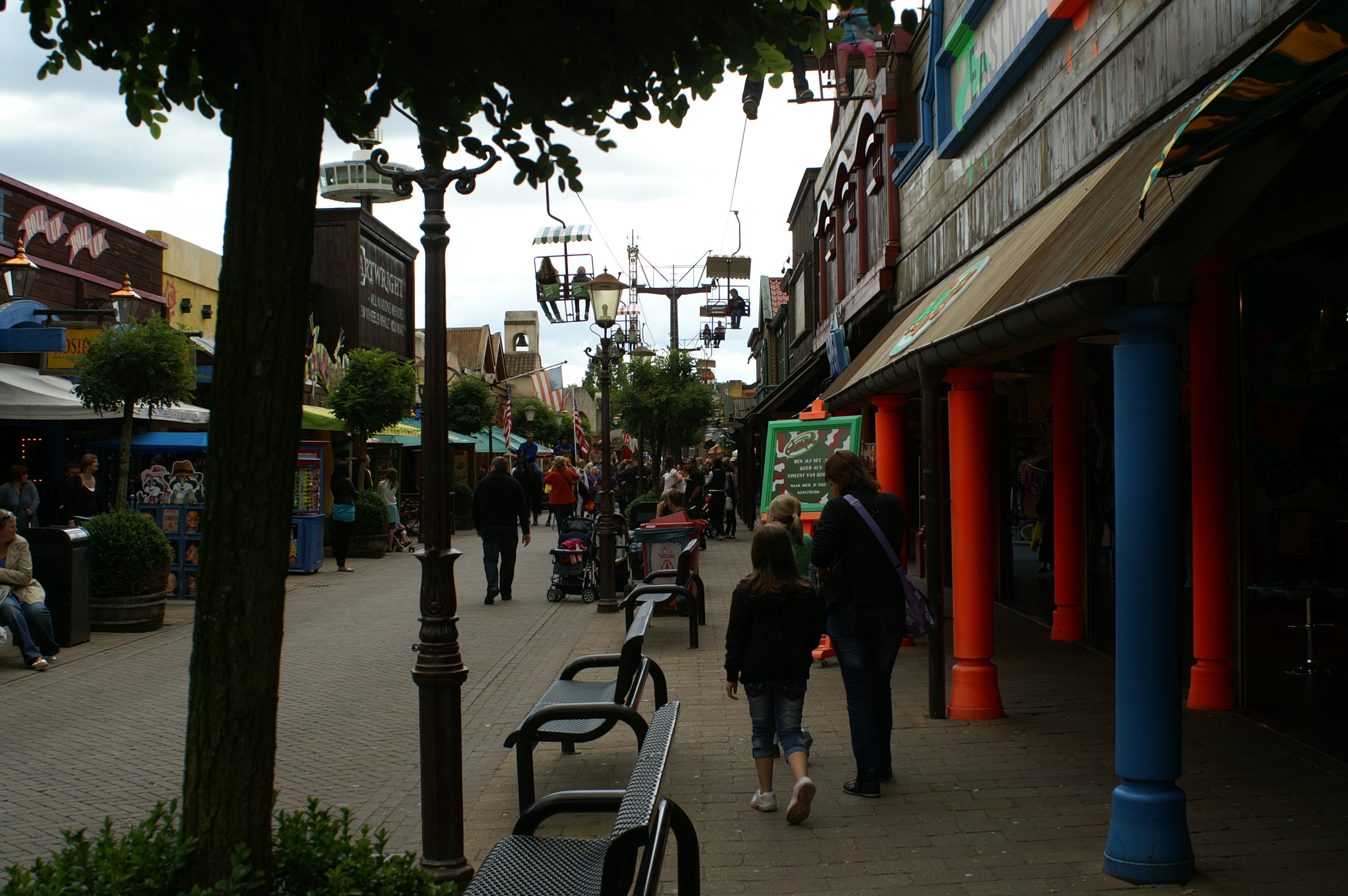
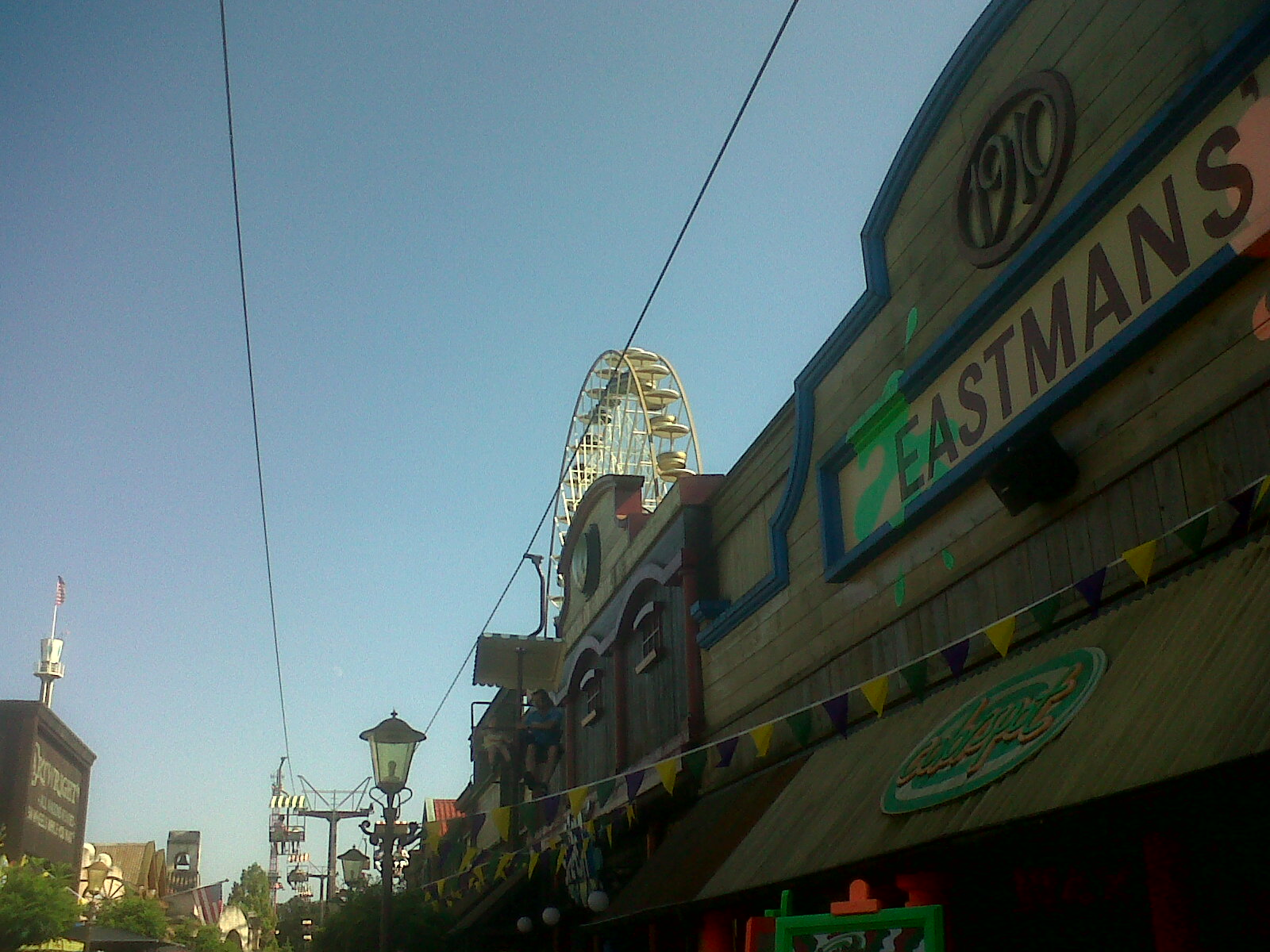
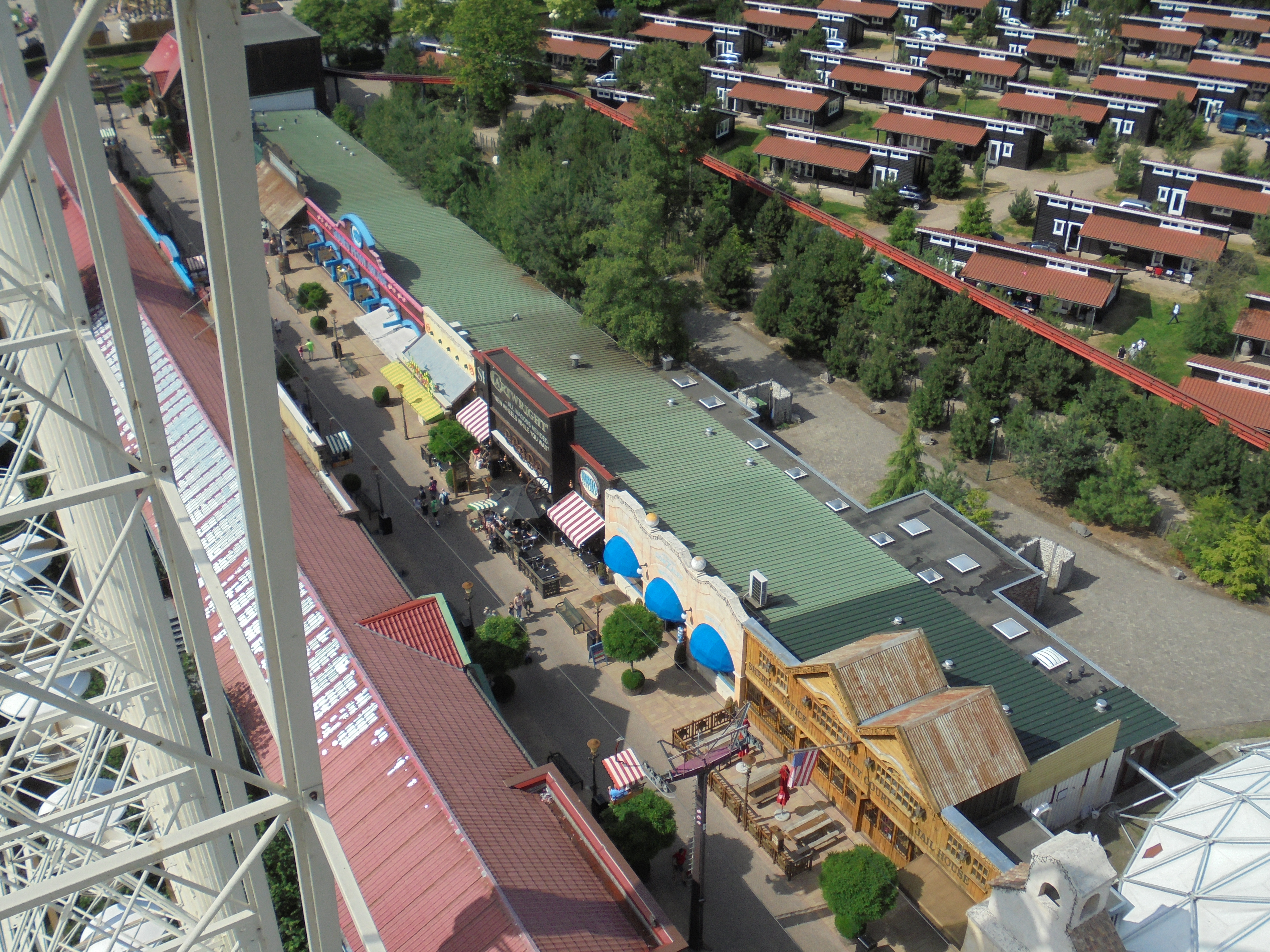

Afbeeldingen · Main Street